# Joe Monster.org

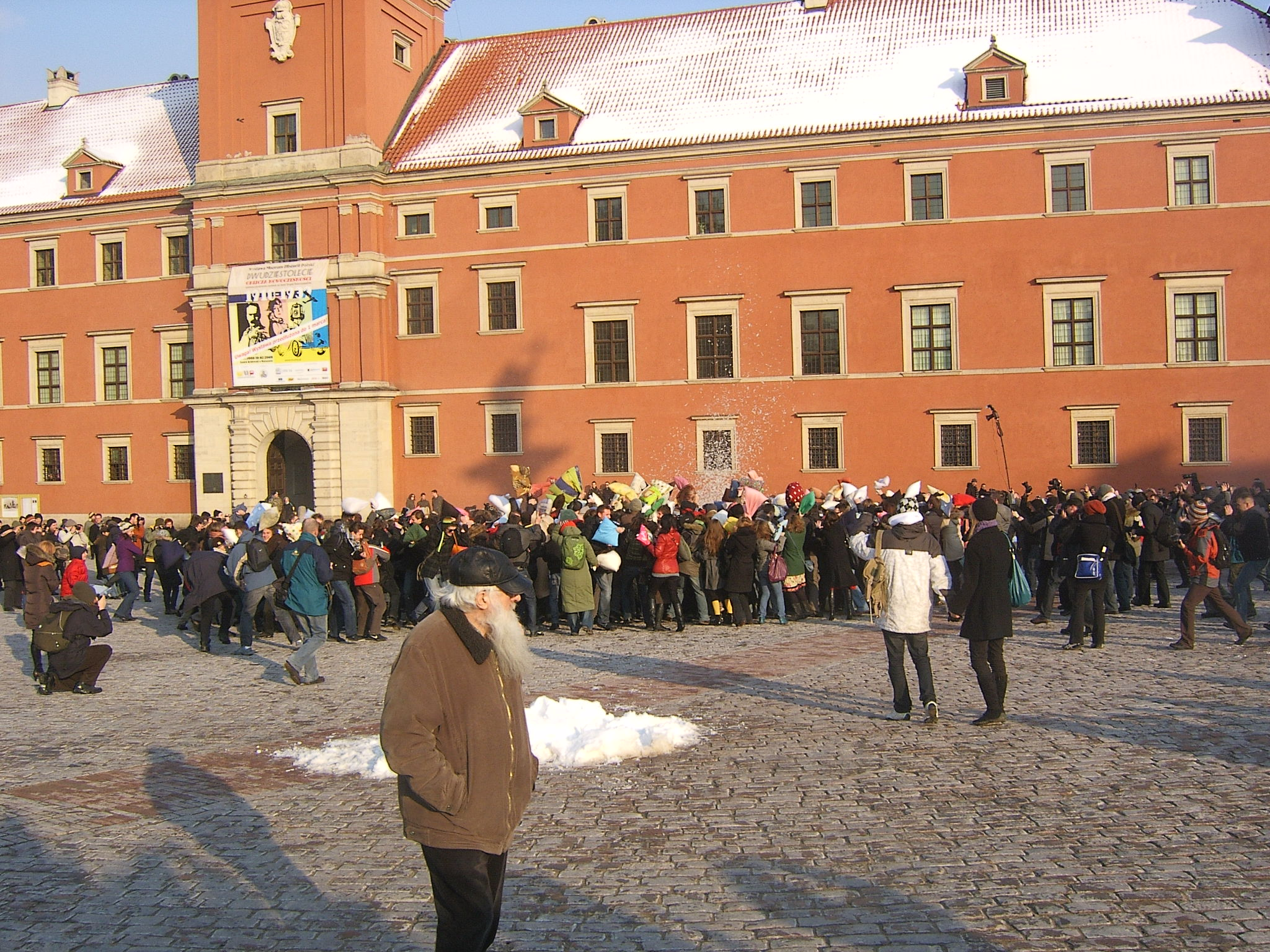
Zwołana przez Joe Monstera bitwa na poduszki na Placu Zamkowym w Warszawie

Joe Monster.org – polska satyryczna strona internetowa, stworzona w grudniu 2000 przez Mariusza Składanowskiego. Serwis był notowany w rankingu Alexa na miejscu 16. w Polsce.
Dostęp do strony jest bezpłatny, jednak zawiera ona dodatkowe treści dostępne odpłatnie (np. możliwość komentowania).

## Struktura
Na głównej stronie witryny codziennie publikowanych jest kilka artykułów (pojawiają się zwykle późno w nocy czasu polskiego). Treść artykułów pochodzi z forum umieszczonego na stronie oraz z e-maili niezalogowanych użytkowników, które są następnie redagowane przez administratorów serwisu. Poza jednorazowymi artykułami (zwykle dotyczącymi bieżących wydarzeń) strona zawiera głównie cykle tematyczne, do których między innymi należą:
- Wielopak weekendowy – pojawiający się w sobotę artykuł zawierający kilkanaście dowcipów. Założeniem cyklu jest, że muszą to być dowcipy nowe, wcześniej niepublikowane.
- Autentyki – nadesłane anegdoty, zazwyczaj bezpośrednio dotyczące autora (nie są zamieszczane powszechnie znane, popularne anegdoty dotyczące znanych osób)
- Poranne zamotanie – anegdoty dotyczące ludzi niezbyt ogarniętych zaraz po zwleczeniu się z łóżka
- Między nami a Kobietami – anegdoty o tematyce różnic między kobietami a mężczyznami
- Rozkoszne diabełki – anegdoty związane z wychowywaniem dzieci
- Wielka księga zabaw traumatycznych – opisy niebezpiecznych zabaw i wspomnień z dzieciństwa
- Monster Galeria (dostęp płatny tylko do niektórych zdjęć) – zbiór rysunków i fotografii, także podzielony na kategorie
- Monster TV – filmy wyselekcjonowane z internetowych serwisów video (YouTube, Google Video)
- ICBO czyli Internetowe Centrum Badań Onetowców – wyselekcjonowane rozmowy z forów internetowych (głównie z onet.pl)
- Eropak – Wielopak weekendowy w wersji z dowcipami erotycznymi
- Gawarit Moskwa – poniedziałkowy zestaw dowcipów o tematyce rosyjskiej
- Wielka Encyklopedia Obrazkowa – oryginalne definicje powszechnie znanych wyrazów za pomocą zdjęć
- Kącik kibica – ICBO w wersji sportowej
- Rodzynki (z) wykładowców – powiedzenia wykładowców akademickich i nauczycieli

## Działalność
Joe Monster organizował lub współorganizował wiele akcji mających formę happeningów, jak chociażby „Plakat IV Rzeczypospolitej” czy akcję „Darmowe Uściski”. W 2005 strona publikowała także szereg artykułów dotyczących Chucka Norrisa.
W 2009 pod egidą Joe Monstera odbyły się dwa flash moby, bitwy na poduszki: 14 lutego w Gdańsku na Długim Targu przy Neptunie, zaś 21 lutego w Warszawie na Placu Zamkowym pod Kolumną Zygmunta.